# Kartätschgeschütz
Als Kartätschgeschütz wurden vor allem im 19. Jahrhundert Geschütze bezeichnet, die kleinkalibrige Geschosse verschossen.
Technisch waren damit ganz verschiedene Geschütze gemeint:
- ausgemusterte Feldgeschütze, mit glattem Lauf, die sich nicht mehr für den Fernkampf eigneten. Diese wurden mit Kartätschgeschossen für Infanterieabwehr bei Festungen geladen.[1]
- Salvengeschütze
- Repetiergeschütze